# Sainte-Anne (Doubs)
Sainte-Anne é uma comuna francesa na região administrativa de Borgonha-Franco-Condado, no departamento de Doubs. Estende-se por uma área de 6,64 km². Em 2010 a comuna tinha 44 habitantes (densidade: 6,6 hab./km²).